# Sardoal
Sardoal és un municipi portuguès, situat al districte de Santarém, a la regió del Centre i a la subregió de Médio Tejo. L'any 2004 tenia 3.992 habitants. Limita al nord amb Vila de Rei, a l'est amb Mação i al sud i oest amb Abrantes.

## Població
| Població del concelho de Sardoal (1801 – 2004) | Població del concelho de Sardoal (1801 – 2004) | Població del concelho de Sardoal (1801 – 2004) | Població del concelho de Sardoal (1801 – 2004) | Població del concelho de Sardoal (1801 – 2004) | Població del concelho de Sardoal (1801 – 2004) | Població del concelho de Sardoal (1801 – 2004) | Població del concelho de Sardoal (1801 – 2004) | Població del concelho de Sardoal (1801 – 2004) |
| ---------------------------------------------- | ---------------------------------------------- | ---------------------------------------------- | ---------------------------------------------- | ---------------------------------------------- | ---------------------------------------------- | ---------------------------------------------- | ---------------------------------------------- | ---------------------------------------------- |
| 1801                                           | 1849                                           | 1900                                           | 1930                                           | 1960                                           | 1981                                           | 1991                                           | 2001                                           | 2004                                           |
| 4213                                           | 4480                                           | 5804                                           | 6863                                           | 6854                                           | 5022                                           | 4430                                           | 4104                                           | 3992                                           |

## Freguesies
- Alcaravela
- Santiago de Montalegre
- Sardoal
- Valhascos